# Marlin Skiles
Marlin Henderson Skiles (* 17. Dezember 1906 in Harrisburg, Pennsylvania; † 1. Mai 1981 in San Diego, Kalifornien) war ein US-amerikanischer Pianist, Arrangeur und Filmkomponist.

## Leben
Marlin Skiles wurde 1906 als Sohn von Iva Mae Walden (1884–1961) und Henderson James Skiles (1879–1966) in Harrisburg geboren und besuchte dort die Technical High School und anschließend die Froehlich School of Music. Später studierte er bei Komponist Ernst Toch in Los Angeles. Im Alter von 17 Jahren arbeitete er als Pianist für Tanzorchester, später auch als musikalischer Leiter, Pianist und Arrangeur für Paul Whiteman und Irving Aaronson. 1932 ging er nach Hollywood, wo er ab 1934 für verschiedene Filmstudios als Komponist, aber auch für das Radio tätig war. Besonders häufig komponierte er für die kleine Produktionsfirma Republic Pictures. 1944 erhielt er einen Vertrag bei Columbia Pictures, wo er zumeist mit Columbias musikalischem Leiter Morris Stoloff zusammenarbeitete. Für das Filmmusical Tonight and Every Night (1945) mit Rita Hayworth und Janet Blair erhielt er mit Stoloff eine Nominierung für den Oscar in der Kategorie Beste Filmmusik. Auch an Hayworths größtem Erfolg, dem Film noir Gilda, war er beteiligt. Zumeist war Skiles jedoch für kleinere Produktionen zuständig.
Ab 1948 arbeitete Skiles erneut als freiberuflicher Komponist, worauf er in den 1950er Jahren für mehrere Verfilmungen der Buchreihe Bomba, der Dschungelboy die Begleitmusik beisteuerte. 1971 zog er sich aus dem Filmgeschäft nach Poway bei San Diego zurück. 1976 veröffentlichte er ein Buch unter dem Titel Music Scoring for TV & Motion Pictures. Er starb 1981 im Alter von 75 Jahren infolge einer Krebserkrankung in Rancho Bernardo, einem Stadtteil von San Diego.

## Filmografie (Auswahl)
- 1934: Babbitt (Orchestrierung)
- 1942: Youth on Parade
- 1942: Johnny Doughboy
- 1945: Tonight and Every Night
- 1945: Hitchhike to Happiness
- 1945: 1001 Nacht (A Thousand and One Nights)
- 1945: Over 21
- 1946: Gilda
- 1946: Der Jazzsänger (The Jolson Story)
- 1947: Späte Sühne (Dead Reckoning)
- 1947: Abgekartetes Spiel (Framed)
- 1948: Blut und Gold (Relentless)
- 1948: Fräulein Wildfang (Mickey)
- 1948: Betrogene Jugend (Enchantment)
- 1949: Banditen am Scheideweg (The Doolins of Oklahoma)
- 1950: Auf des Schicksals Schneide (Edge of Doom)
- 1951: Reiter gegen Sitting Bull (Cavalry Scout)
- 1951: Der Cowboy, den es zweimal gab (Callaway Went Thataway)
- 1951: Flight to Mars
- 1951: Bomba, der Rächer (The Lion Hunters)
- 1952: Karawane westwärts (Wagons West)
- 1952: Schlachtzone Pazifik (Battle Zone)
- 1952: Sturmgeschwader Komet (Flat Top)
- 1953: Bomba – Rache im Dschungel (Safari Drums)
- 1953: Kansas Pazifik (Kansas Pacific)
- 1954: Pfeile in der Dämmerung (Arrow in the Dust)
- 1954: Bomba und der goldene Götze (The Golden Idol)
- 1954: Bomba, der Erbe Tarzans (Killer Leopard)
- 1956: Die Schlucht des Grauens (Canyon River)
- 1958: Männer, die in Stiefeln sterben (Man from God’s Country)
- 1958: Die Draufgänger von San Fernando (Cole Younger, Gunfighter)
- 1958: Die Letzten der 2. Schwadron (Fort Massacre)
- 1958: In den Krallen der Venus (Queen of Outer Space)
- 1959: Den Letzten beißen die Hunde (Battle Flame)
- 1960: Die 13 Opfer des Dr. Desmond (The Hypnotic Eye)
- 1961: Gefährten des Todes (The Deadly Companions)
- 1962: Wilde Mädchen des nackten Westens (Wild Gals of the Naked West)
- 1963: Im Sattel ritt der Tod (Gunfight at Comanche Creek)
- 1964: Der Würger von Boston (The Strangler)

## Auszeichnungen
- 1946: Nominierung für den Oscar in der Kategorie Beste Filmmusik zusammen mit Morris Stoloff für Tonight and Every Night